# Villa San Carlos
Villa San Carlos é uma localidade do partido de Berisso, da Província de Buenos Aires, na Argentina. Possui uma população estimada em 7.089 habitantes (INDEC 2001).